# Act of God (album)
 (janvier 2017).
Si vous disposez d'ouvrages ou d'articles de référence ou si vous connaissez des sites web de qualité traitant du thème abordé ici, merci de compléter l'article en donnant les références utiles à sa vérifiabilité et en les liant à la section « Notes et références ».
Albums de Pro-Pain
Pro-Pain
(1998) Round 6
(2000)
Act of God est le cinquième album studio du groupe Pro-Pain sorti en 1999.

## Liste des titres
Toutes les chansons sont écrites et composées par Pro-Pain.
| 1.    | Stand Tall      | 2:41 |
| 2.    | In for the Kill | 3:08 |
| 3.    | Act of God      | 3:02 |
| 4.    | On Parade       | 2:28 |
| 5.    | I Remain        | 2:19 |
| 6.    | Time Will Tell  | 3:36 |
| 7.    | Pride           | 2:26 |
| 8.    | Love And War    | 3:08 |
| 9.    | Hopeless?       | 2:33 |
| 10.   | Burn            | 3:23 |
| 11.   | All Fall Down   | 4:45 |
| 12.   | F.S.U.          | 3:06 |
| 35:51 |                 |      |

## Membres du groupe
- Gary Meskil : guitare basse, chant
- Tom Klimchuck, Eric Klinger : guitare lead, guitare rythmique
- Eric Matthews : batterie